# هانا سبيريت
هانا لويز سبيريت (بالإنجليزية: Hannah Louise Spearritt)‏ هي ممثلة ومغنية إنجليزية ولدت في يوم 1 أبريل 1981 في بلدة غريت يارموث في نورفولك في إنجلترا، بدأت كمغنية وعضوة في فرقة البوب إس كلوب 7 في سنة 1999 حتى انفصالها عنها في سنة 2003. في سنة 2014 عادت للغناء في الحفلات. في سنة 1998 بدأت أيضاً عملها كممثلة وأشهر الأعمال التي قدمتها هو مسلسل بريميفال وألذي مثلت دور أبي مايتلاند من سنة 2007 حتى سنة 2011.

## روابط خارجية
- هانا سبيريت على موقع IMDb (الإنجليزية)
- هانا سبيريت على موقع ألو سيني (الفرنسية)
- هانا سبيريت على موقع ميوزك برينز (الإنجليزية)
- هانا سبيريت على موقع أول موفي (الإنجليزية)
- هانا سبيريت على موقع قاعدة بيانات الأفلام السويدية (السويدية)
- هانا سبيريت على موقع إن إن دي بي (الإنجليزية)
- هانا سبيريت على موقع ديسكوغز (الإنجليزية)
- هانا سبيريت على موقع قاعدة بيانات الفيلم (الإنجليزية)
- هانا سبيريت على موقع كينوبويسك (الروسية)